# Treno C&O ''Chessie''

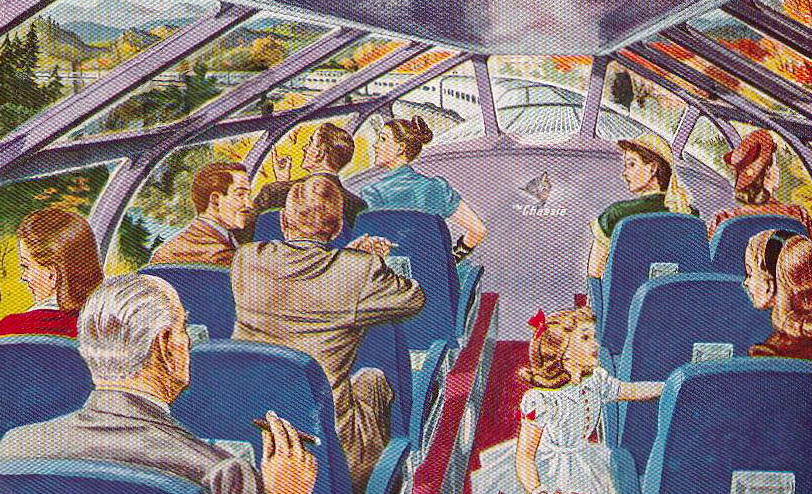
Interno della carrozza belvedere (cartolina illustrata)

Il Chessie fu un treno passeggeri di lusso e di stile aerodinamico sviluppato dalla Chesapeake and Ohio Railway (C&O) alla fine degli anni quaranta. Nato da un'idea del dirigente della C&O Robert R. Young, il Chessie avrebbe viaggiato di giorno sulla relazione tra Washington e Cincinnati. Le carrozze, di grande leggerezza e di lusso, furono costruite a nuovo dalla società Budd. Una locomotiva con turbina a vapore e trasmissione elettrica, di nuova concezione, avrebbe trainato il convoglio permettendogli di tenere una velocità commerciale di 100 miglia all'ora (160 km/h). Anche se i veicoli furono regolarmente consegnati e messi in servizio, i ricavi inferiori alle attese condussero rapidamente alla soppressione del treno prima che il servizio potesse ripianare le spese sostenute.

## Progetto e costruzione
Diventato nel 1942 presidente del consiglio d'amministrazione della C&O, Robert R. Young lanciò una ben pubblicizzata campagna per la modernizzazione del suo servizio viaggiatori. Sotto la sua guida la C&O fu una delle prime società ferroviarie che introdussero treni passeggeri ad alta velocità trainati da locomotive Diesel. A tal fine egli ritenne che il treno Chessie potesse essere un valido mezzo per la realizzazione delle sue idee, e gli dette il nome del gattino che era stato scelto quale emblema della società nella comunicazione al pubblico e nelle campagne pubblicitarie.
Il Chessie avrebbe dovuto viaggiare di giorno tra Washington e Cincinnati, collegando anche Newport News (Virginia) e Norfolk (Virginia) con Charlottesville (Virginia), Louisville (Kentucky) e Ashland (Kentucky). I passeggeri avrebbero viaggiato con un comfort senza precedenti: le carrozze avrebbero avuto solo 36 posti a sedere, mentre quelle correnti al tempo ne avevano tra i 44 e i 60. Lo spazio disponibile in più avrebbe permesso l'installazione di un arredamento di lusso. Poiché un anno prima la società Chicago, Burlington and Quincy Railroad ("CB&Q") aveva provato la carrozza con belvedere denominata "Silver Dome", Young stabilì che lo stesso tipo di veicolo dovesse essere inserito nel Chessie. Infine, il Chessie sarebbe stato trainato da una innovativa locomotiva con turbina a vapore, del gruppo M-1, in grado di coprire le 666 miglia (1 072 km) tra Washington e Cincinnati in sole 11 ore e 45 minuti.

## Il servizio e la sua fine
La C&O ordinò i veicoli per il Chessie nel 1944, durante la grande espansione del traffico interno causata dalla seconda guerra mondiale che fu causa di un ingiustificato ottimismo circa le prospettive di traffico del dopoguerra.  Quando la Budd completò le consegne dei veicoli che le erano stati ordinati, nel 1948, molte cose erano cambiate: il traffico passeggeri, che aveva raggiunto il picco di 6,7 milioni nel 1944, nel 1947 era sceso a 3,9 milioni e nel 1948 a 3 milioni. La C&O dovette ridimensionare i suoi piani di espansione, con il conseguente annullamento di diverse ordinazioni di veicoli e fu poi costretta a svendere le vetture che le erano già state consegnate. Il Chessie fu una delle vittime del ridimensionamento. Inoltre il treno concorrente della Baltimora and Ohio sulla relazione Washington-Cincinnati, il Cincinnatian, stava operando in perdita pur avendo costi di esercizio molto minori rispetto a quelli del Chessie.  Perciò la C&O mise in orario solo uno dei treni Chessie, volendo stabilire se il servizio fosse remunerativo. Gli esiti deludenti spinsero la società a interrompere il servizio nell'ottobre 1948, e quindi a riutilizzare le vetture per altri treni e a venderle ad altre aziende ferroviarie.  La maggior parte delle vetture fu assegnata alla Pere Marquette Division per l'effettuazione di due nuovi treni aerodinamici della Pere Marquette tra Chicago e Grand Rapids, Michigan.  Quasi tutto il materiale rotabile residuo nel 1951 fu venduto ad altre società ferroviarie.

## Locomotive e veicoli utilizzati

### Locomotive

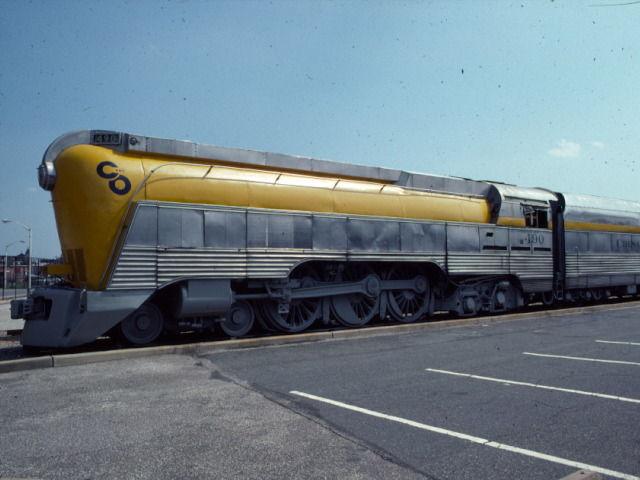
La locomotiva a vapore n. 490, gruppo L-1 della C&O, esposta nel B&O Railroad Museum di Baltimore, Maryland

Dal 1946 vennero utilizzate delle locomotive a vapore del gruppo L-1 della C&O, numeri 490-493, che furono dotate di una carenatura aerodinamica e verniciate coi colori della C&O.
Per la trazione del Chessie la C&O ordinò alla Baldwin Locomotive Works e alla Westinghouse tre locomotive sperimentali con turbina a vapore. Inserite nel gruppo M-1 e immesse in servizio nel 1947-1948, esse dettero risultati di esercizio insoddisfacenti e vennero radiate e demolite nel 1950.

### Veicoli
La C&O ordinò 46 vetture alla società Budd, tra cui bagagliai, carrozze letti, carrozze pullman, carrozze panoramiche, carrozze con bar e salotti, carrozze ristorante panoramiche e con saletta per spettacoli di intrattenimento. Gli ordini furono inoltrati nel 1944 e le carrozze furono consegnate nell'agosto 1948. L'insieme dei veicoli trainati costò 6,1 milioni di dollari.
| Tipo                                    | Numero di posti                                                                            | Quantità | Numeri di matricola | Destinazione                                                                                             |
| --------------------------------------- | ------------------------------------------------------------------------------------------ | -------- | ------------------- | --- |
| Bagagliaio-passeggeri                   | 28 posti                                                                                   | 3        | 1400-1402           | 1402 trattenuta dalla C&O, 1400-1401 vendute alle Ferrocarriles Argentinos.                              |
| Passeggeri                              | 36 posti                                                                                   | 12       | 1500-1511           | Vendute alle Seaboard Air Line Railway, Atlantic Coast Line Railroad e Ferrocarriles Argentinos.         |
| Passeggeri                              | 36 posti                                                                                   | 10       | 1600-1609           | Vendute alle Seaboard Air Line Railway, Atlantic Coast Line Railroad e Ferrocarriles Argentinos.         |
| Passeggeri per gruppi familiari         | 32 posti                                                                                   | 3        | 1700-1702           | Vendute alla Chicago and Eastern Illinois Railway (C&EI).                                                |
| A compartimenti-belvedere               | 3 salottini, 5 con compartimenti piccoli, 1 con compartimento letto 24 posti nel belvedere | 3        | 1850-1852           | Vendute alla Baltimore and Ohio Railroad (B&O) nel 1950 e presentate commercialmente come "Strata-Dome". |
| Belvedere                               | 20 posti                                                                                   | 3        | 1875-1877           | Vendute alla Denver and Rio Grande Western Railroad.                                                     |
| Ristorante-bar-sala da ritrovo          |                                                                                            | 3        | 1900-1902           | Due vendute alle Ferrocarriles Argentinos.                                                               |
| Tavola calda-ristorante-belvedere       |                                                                                            | 3        | 1920-1922           | Trattenute dalla C&O                                                                                     |
| Compartimenti letto-tavola calda-cucina |                                                                                            | 3        | 1940-1942           | Vendute alla Atlantic Coast Line Railroad.                                                               |
| Ristorante-sala per spettacoli          |                                                                                            | 3        | 1970-1972           | Vendute alla Atlantic Coast Line Railroad.                                                               |

### Riferimenti
1. ↑  Solomon 2005, p. 52.
2. ↑  Railton, p. 252.
3. ↑  Dixon, pp. 18-25.
4. ↑  Baltimore & Ohio Railroad Museum. C&O no. 490 Archiviato il 2 luglio 2015 in Internet Archive..
5. ↑  Solomon 1998, p. 141.
6. ↑  Wayner, p. 67.
7. ↑  George, p. 45.